# Myco
myco（マイコ、1979年2月27日 - ）は、日本の歌手、声優、ラジオパーソナリティ。東京都新宿区歌舞伎町出身。血液型AB型。身長166cm。B83 W58 H85。足のサイズは24cm。私立吉祥女子高等学校卒業。

## 来歴
2001年デビュー。父親は元ザ・ファイターズのメンバー、弓おさむ。デビュー曲の携帯会社のCMで、BoAと共に本人も出演しオリコンデイリーチャート2位を記録。2005年3月31日をもって歌手としての一時的な活動休止を発表するも、同年9月11日、活動再開を宣言。
声優としての代表作は『満月をさがして』の神山満月役、『NANA』（PlayStation 2） の芹澤レイラ、『Get Ride! アムドライバー』のシャシャ役など。

## Changin' My Life
myco（vo）、辺見鑑孝（key・リーダー）、田辺晋太郎（g）のユニット。
2001年5月、シングル『Luv.Remix』にてデビュー。2003年5月、キーボードの辺見が脱退し、解散と存続との形でギターの田辺も脱退。mycoのみが残り、新たにmyco〜CMLとして活動開始。2005年3月31日にレコード会社の契約満了と共に活動を一時休止。
2005年9月11日に田辺とmycoのブログにてChangin' My Life再始動を発表。2005年11月24日に田辺とmycoのふたりでChangin' My Life「再始動」ライブを決行している。CMLとして『テニスの王子様』のキャラクターソングの作詞・作曲も手がけている。

## 現在
現在はロックバンド「QUINTILLION QUIZ」のボーカルとして活動している。
2013年において、かつて出演していた『満月をさがして』にて共演していた、めろこ役の本多知恵子、タクト役の桜塚やっくんが2月、10月に相次いで亡くなったことを受けて、よくライブに足を運んで来るほど、彼らとは亡くなる直前まで交流が続いていたことを自らのツイッターで明かした。また、本多や桜塚のことを本名ではなく役名で読んでいたことも明かしている。当初は彼らの死を受け入れることが出来ず、思わず携帯の番号にかけてしまうほどであったという。
2020年に7月16日YouTubeチャンネル開設。カバー曲や自身の楽曲などを投稿している。

## ディスコグラフィー

### Changin' My Life, myco〜CML

#### シングル
1. Luv.Remix（2001年5月30日）オリコンデイリー2位  オリコン26位
  1. Luv.Remix[5:14] - DDIポケット「feel H″ Sound Market」CMソング/NTV系「今夜はプネプネ」エンディングテーマ
作詞・作曲：Changin' My Life／編曲：辺見鑑孝
  2. Crazy For You[4:25]
作詞・作曲：Changin' My Life／編曲：辺見鑑孝
  3. Luv.Remix [Original Karaoke][5:12]
2. Star Dust（2001年10月31日）オリコンデイリー12位  オリコン60位
  1. Star Dust[4:58] - NTV系「『AX MUSIC-FACTORY』AX POWER PLAY#56」テーマソング
作詞：myco／作曲：田辺晋太郎／編曲：辺見鑑孝
  2. Embraced Love[4:50]
作詞：myco／作曲・編曲：辺見鑑孝
  3. Star Dust (Instrumental)[4:57]
3. Myself（2002年6月12日）オリコンデイリー4位  オリコン15位
4. ETERNAL SNOW（2002年11月7日）オリコンデイリー6位  オリコン18位
5. エトランゼ/Love Chronicle（2003年2月13日）オリコンデイリー7位 オリコン24位
  1. エトランゼ[3:48] - ANB系ドラマ「京都迷宮案内」主題歌
作詞：myco／作曲：田辺晋太郎／編曲：本田優一郎・辺見鑑孝
  2. Love Chronicle[4:46] - アニメ「満月をさがして」エンディングテーマ
作詞：myco／作曲：田辺晋太郎／編曲：本田優一郎・辺見鑑孝
  3. エトランゼ [Instrumental][3:48
  4. Love Chronicle [Instrumental][4:46]
6. IN FUTURE（2003年5月21日）オリコンデイリー14位オリコン81位
  1. IN FUTURE[4:19] - TBS系ドラマ「ダンシングライフ」主題歌
作詞：myco／作曲：田辺晋太郎／編曲：辺見鑑孝
  2. TOKYO[4:43] - TBS系「新ウンナンの気分は上々。」エンディングテーマ
作詞：myco／作曲：田辺晋太郎／編曲：辺見鑑孝
  3. IN FUTURE～planet dawn remix～[6:15]
編曲：ALEGRIA
  4. TOKYO～nocturnal jupiter remix～[6:37]
編曲：DISCOVERY
7. クリスマスにくちづけを（2003年11月19日） オリコンデイリー26位 オリコン92位
  1. クリスマスにくちづけを[3:45] - ANB系ドラマ「独身3!!」主題歌
作詞：myco／作曲：TSUKASA／編曲：村山晋一郎
  2. Confession[5:03]
作詞：myco／作曲：西賢二／編曲：村山晋一郎
  3. クリスマスにくちづけを (Instrumental)[3:45]
  4. COnfession (Instrumental)[5:02]

#### アルバム
1. Changin' My Life（2002年7月26日）オリコンデイリー11位 オリコン95位
  1. Myself[4:59]
  2. Luv. Remix[5:11]
  3. Star Dust (Album Version)[4:54]
  4. Confidence[4:44]
  5. Embraced Love (Album Mix)[5:10]
  6. SAYONARAはわたしから[4:39]
  7. Focus[4:42]
  8. Crazy For You[4:22]
  9. Nostalgia[5:47]
  10. New Future (Album Version)[5:00]
2. Caravan（2003年3月19日）オリコンデイリー14位  オリコン47位
  1. ETERNAL SNOW[5:15]
  2. エトランゼ[3:44]
  3. ジャカルタの風[4:20]
  4. Love Chronicle[4:44]
  5. IN FUTURE[4:19]
  6. アジサイ[4:04]
  7. ダリヤ[4:09]
  8. SMILE～caravan version～[4:21]
  9. コルトバの金[1:14]
  10. TOKYO[4:42]
  11. Myself～accoustic version～[5:36]
3. The Best of My Life（2003年12月17日）オリコンデイリー32位  オリコン188位
  1. Confidence[4:48]
  2. Myself[5:05]
  3. ETERNAL SNOW[5:18]
  4. Luv. Remix[5:12]
  5. アジサイ[4:09]
  6. Star Dust[4:58]
  7. エトランゼ[3:48]
  8. New Future[5:03]
  9. Love Chronicle[4:51]
  10. クリスマスにくちづけを (plan:it-b remix)[4:46]

#### DVD
1. ETERNAL SNOW（2002年11月7日）
2. CML Video Clips 1（2003年9月26日）

### myco

#### シングル
1. また恋しよう（2004年2月18日）オリコンデイリー21位オリコン166位
  1. また恋しよう[5:03] - NTV系「ダウンタウンDX」エンディングテーマ
作詞：ｍmyo／作曲：大谷靖夫／編曲：大野宏明
  2. 赤い糸[5:07]
作詞：ｍmyo／作曲：田辺晋太郎／編曲：西平彰
  3. また恋しよう (Instrumental)[5:03]
  4. 赤い糸 (Instrumental)[5:06]
2. HIBARI（2004年7月28日）
  1. HIBARI[5:22]
作詞：松井五郎／作曲：大谷靖夫／編曲：飯田高広
  2. lily[5:49] - TX系「Get Ride! アムドライバー」テーマソング
作詞：myco／作曲：陶山準・myco／編曲：大野宏明
  3. HIBARI (Instrumental)[5:21]
  4. lily (Instrumental)[5:47]

#### アルバム
1. my-collage（2004年8月18日）オリコン182位
  1. lily ～el viajero blanco y puro～[5:47]
  2. Da Capo[4:56]
  3. HIBARI[5:18]
  4. また恋しよう[5:02]
  5. 赤い糸[5:05]
  6. MALDIVES[5:11]
  7. Dear a Friend[5:15]
  8. Confession[5:04]
  9. クリスマスにくちづけを[3:46]
  10. Your Song[4:25]
  11. ミルクティー[3:18]

## 出演作品

### CD
- 満月をさがしてオリジナルサウンドトラックVol.2

### テレビアニメ
- 満月をさがして （2002年4月 - 2003年3月） - 神山満月/フルムーン
- Get Ride! アムドライバー （2004年4月 - 2005年3月） - シャシャ

### ゲーム
- Get Ride! アムドライバー 相克の真実（シャシャ）
- NANA（芹澤レイラ）

### テレビ
- HEY!HEY!HEY! MUSIC CHAMP3回出演、ポップジャム、COUNT DOWN TV他
- Music B.B.（CBCテレビ、サンテレビジョン他）

### ラジオ
- mycoのブロードバンド!ニッポン LFX488（木 18:00 - 21:00）

## 関連人物・項目
- 岩崎和夫
- 南かおり
- 青春ラジメニア
- 種村有菜